# Simon de Montfort, Leicester 5. grófja
IV. Simon de Montfort, Montfort-l’Amaury ura, Leicester 5. grófja (1160 körül – Toulouse, 1218. június 25.), más néven idősebb Simon de Montfort, francia nemesember, Montfort bárója, Toulouse grófja. Részt vett a negyedik keresztes háborúban (1202–1204), és a katharok elleni harcok egyik  hadvezére volt. 1218-ban halt meg Toulouse ostrománál.

## Élete
Szülei III. Simon de Montfort, Montfort l’Amaury ura és Amicia de Beaumont, Robert de Beaumont, Leicester 3. grófjának lánya voltak. 1181-ben örökölte a Montfort bárója címet. 1190-ben összeházasodott Alix de Montmorencyvel, III. Bouchard de Montmorency lányával.
1199-ben egy lovagi tornán Ecry-sur-Aisne-nél Foulques de Neuilly prédikátor hatására Thibaud de Champagne grófjával beállt keresztes lovagnak a negyedik keresztes hadjáratba. A keresztes hadjárat azonban a velenceiek irányítása alatt Zára felé fordult. III. Ince pápa figyelmeztette  a keresztes vitézeket, hogy ne támadják meg keresztény embertársaikat. Simon megpróbálta megnyugtatni Zára lakosait hogy nem lesz támadás, de ennek ellenére 1202-ben kifosztották a  várost. Simon nem vett részt ebben, és ő volt a támadás egyik legszókimondóbb kritikusa. Társaival, köztük Guy Vaux-de-Cernay-vel hamarosan otthagyták a hadjáratot, miközben Zárához érkezett Imre magyar király a seregeivel. Ezután az Enrico Dandolo velencei dózse befolyása alatt álló keresztes sereg kifosztotta Konstantinápolyt is.
1204-ben elhunyt a nagybátyja, anyjának gyermektelen testvére, Robert de Beaumont, Leicester 4. grófja. Tőle a testvére, Amicia de Beaumont örökölte a birtokok felét, és igényt tartott Leicester grófságára. 1207-ben felosztották a birtokot, ennek során Leicester grófság jogait Amicia és Simon kapta, azonban Földnélküli János, Anglia királya elkobozta a jövedelmeiket. 1215-ben a földeket Simon unokatestvérének, Ranulph de Meschines-nek juttatták.

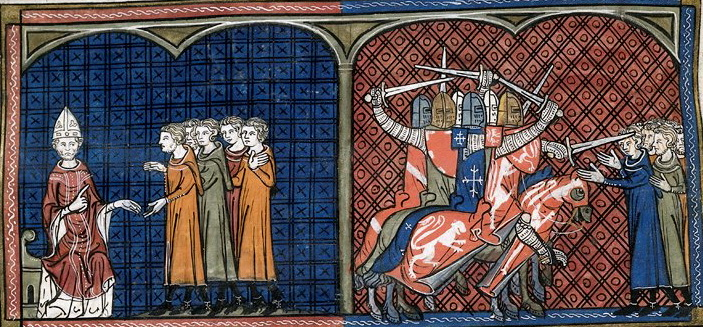
Balra: III. Ince pápa kiközösíti az albigenseket. Jobbra: a keresztesek lemészárolják őket. Miniatúra, 1340 k.

## Albigens háborúk

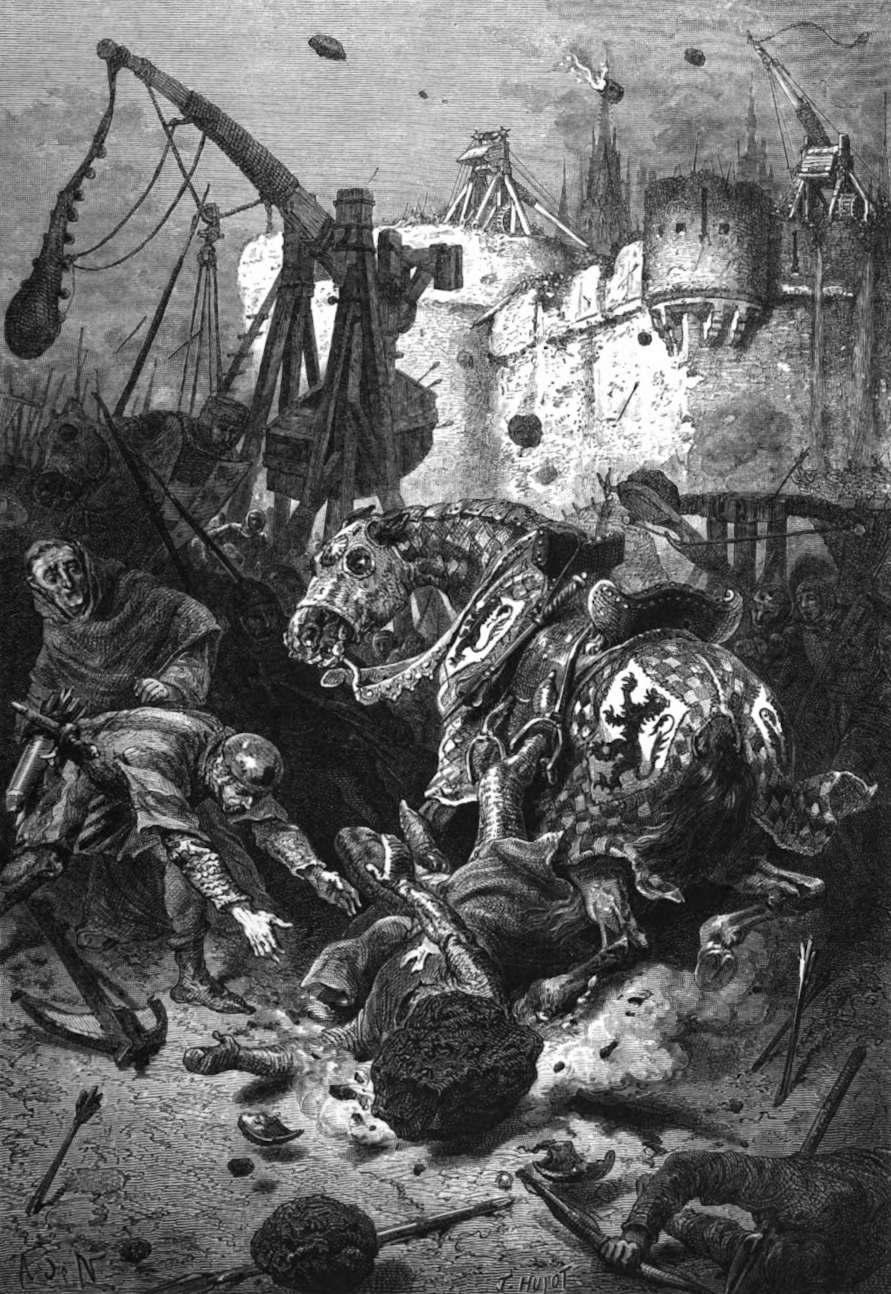
Montfort halála Toulouse alatt

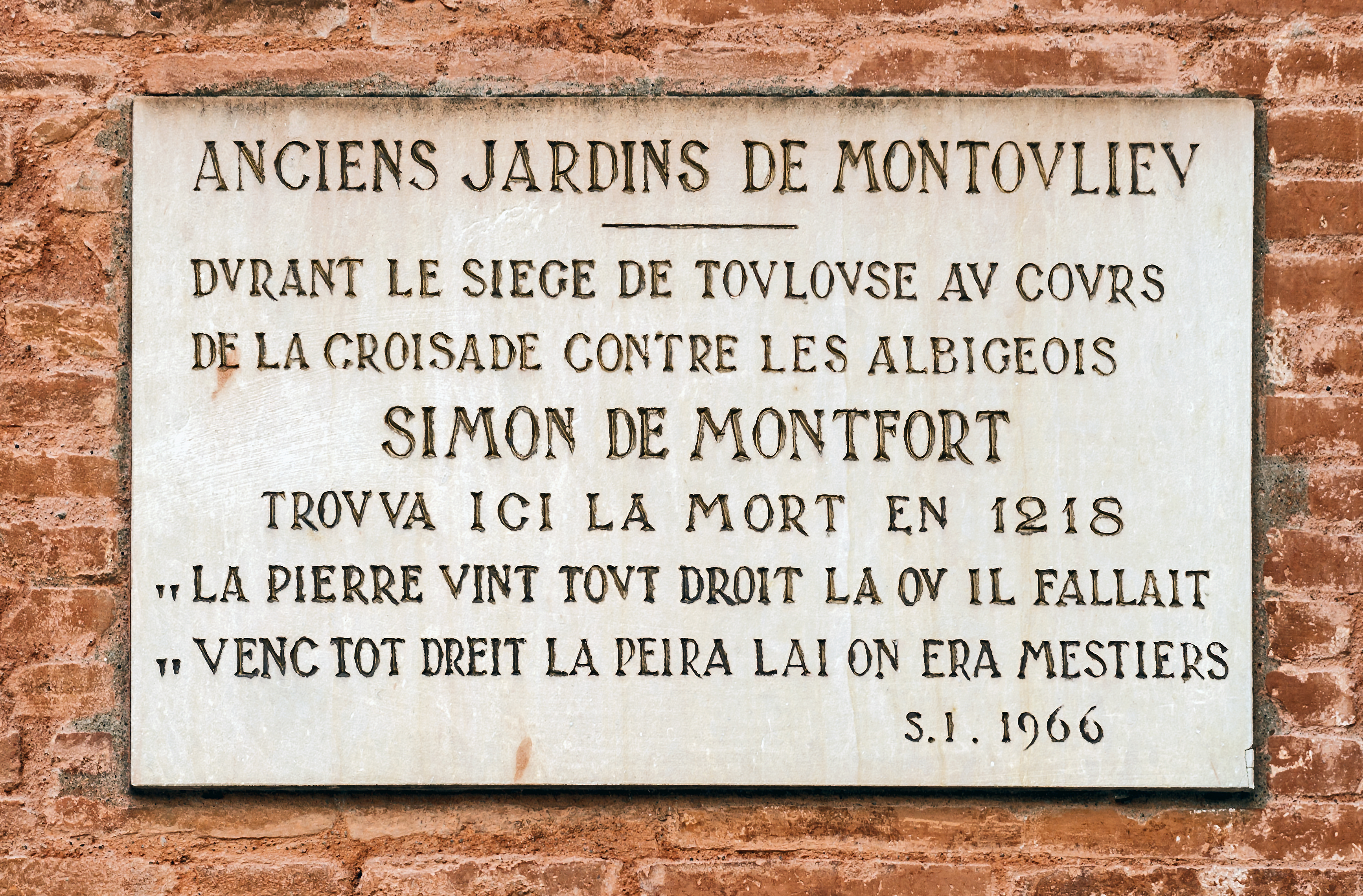
Emléktábla halálának helyén

Simon a franciaországi birtokain maradt, ahol 1209-ben kinevezték francia erők főparancsnokává az albigensek elleni keresztes hadjáratba. Először elutasította ezt a megtiszteltetést, de Arnaud-Amaury Cîteaux apátja, pápai legátus utasítására elfogadta.
Simon jutalmul megkapta a VI. Rajmund toulouse-i gróftól meghódított területeket. Hírhedt volt kegyetlen bánásmódjáról, az árulásáról, durvaságáról és rosszhiszeműségéről. Mindezek mellett felettébb vallásos ember volt, aki mélységesen elkötelezte magát az eretnekség kiirtása és a Domonkos-rend mellett.
Elszántságát és kíméletlenségét is tükrözi, hogy 1209-ben Béziers kifosztásánál közte és Arnaud-Amaury, Citeaux apátja között hangzott el a ma már hírhedtté vált mondat: „Öljétek meg mindet, az Úr majd kiválogatja az övéit!” Ennek szellemében Béziers-ben több mint 10 000 embert gyilkoltak meg, ami egy korabeli nagyváros teljes lakosságának felelt meg. Máig sem tisztázott, hogy a hírhedtté vált és neki tulajdonított mondatot ő maga vagy az apát mondta.
1210-ben 140 katart égetett meg Minerve falujában, akik megtagadták hitük feladását. Egy másik, széles körben elterjedt történet szerint a Lastours falujának kifosztásakor foglyul ejtett raboknak kivájták a szemüket, levágták a fülüket, orrukat és ajkukat. Egyetlen rabnak hagyták meg fél szemét, hogy elvezethesse megcsonkított társait Bram faluba.
A gyors hódítások és kemény leszámolások híre gyorsan terjedt. Még ebben az évben angol bárók összeesküvést szerveztek, hogy János helyett Simont ültessék az angol trónra. Simon azonban továbbra is Toulouse-ra koncentrált, és nem vette komolyan az angliai bárókat.
1213-ban legyőzte II. Péter aragóniai királyt a muret-i csatában.
A katarokat legyőzték és kiirtották, de Simon folytatta hódító hadjáratát. 1215-ben kinevezték Toulouse grófjává és Narbonne hercegévé. A pápa szentesítette a kinevezést abban a tudatban, hogy ez véget vet az eretnekségnek. Ezen kívül a pápa mindent megtett, hogy Simon visszaszerezhesse angliai birtokait.
Toulouse ostrománál vesztette életét 1218. június 25-én. Egy katapult által elhajtított kő találta el. Halálának helyét 1966 óta emléktábla hirdeti ezzel a régi versidézettel: „A kő pontosan oda esett, ahová kellett.” Simon de Montfort sírja a carcassonne-i Saint-Nazaire-katedrálisban található.

## Utódai
Simon három fiút hagyott hátra. Franciaországi birtokait a legidősebb fia, VI. Amaury de Montfort örökölte. A legfiatalabb fia, V. Simon de Montfort, Leicester 6. grófja, végül megkapta Leicester grófságát és jelentős szerepet játszott Angliában III. Henrik uralkodása alatt. Középső fia, Guy 1216. november 6-án, feleségül vette Petronille-ét, Bigorre grófnőjét de 1220. július 20-án meghalt Castelnaudary ostrománál.
Egyik lánya, Petronilla, a ciszterciek St. Antoine zárdájában lett főnökasszony. Másik lánya, Amicia zárdát alapított Montargis-ban és 1252-ben ott halt meg.

## Fordítás
- Ez a szócikk részben vagy egészben  a   Simon de Montfort, 5th Earl of Leicester című angol Wikipédia-szócikk fordításán alapul.  Az eredeti cikk szerkesztőit annak laptörténete sorolja fel. Ez a jelzés csupán a megfogalmazás eredetét és a szerzői jogokat jelzi, nem szolgál a cikkben szereplő információk forrásmegjelöléseként.